# Szalay Hubert
Szalay Hubert (Ráckeve, 1868. március 13. – Székesfehérvár, 1898. szeptember 17.) teológiai doktor, székes-fehérvár-egyházmegyei áldozópap.

## Élete
Apja cipész volt. 1885-től az innsbrucki egyetemen tanult teológiát tíz féléven keresztül. 1890. szeptember 28-án szentelték pappá, majd segédlelkész volt Isztiméren, 1891-től nevelő gróf Zichy Jenőnek Ráfáel nevű fiánál. 1893-ban avatták teológiai doktorrá.

## Munkája
- Novena azaz különös napi ájtatosság. Hattler Ferencz után, egyéb munkákkal bővítve. Bpest, 1896. (és Győr, 1902.).